# Gökcan
Gökcan ist ein türkischer männlicher Vorname türkischer und persischer Herkunft mit der Bedeutung „der Blauäugige“, gebildet aus den Elementen gök (türk.) und can (persisch). Gökcan kann auch als Familienname auftreten.

## Namensträger

### Vorname
- Gökcan Kaya (* 1995), dänischer Fußballspieler türkischer Abstammung

### Familienname
- Hasan Tahsin Gökcan (* 1965), türkischer Richter